# Anastasia Shlyakhovaya
Anastasia Sergeyevna Samoilenko(Shlyakhovaya) (Zhovtnevoe,5 de outubro de 1990) é uma voleibolista russa que desempenha a função de central. Com a seleção da Rússia , Shlyakhovaya ganhou a medalha de ouro no Campeonato Europeu e na Universíada ambos realizados no ano de 2013. Em dezembro de 2014 Anastasia casou-se com o jogador de basquete russo Bohdan Samoilenko  e indo na contramão da maioria das jogadoras de seu país , preferiu não adotar o sobrenome de casada em seus uniformes de jogo.
Depois de ser cortada em 2014 da seleção  por conta de lesão , Anastasia voltou a defender Rússia no Grand Prix 2015 só que desta vez desempenhando a função de líbero. Ao final desta competição a equipe conquistou a medalha de prata.

## Clubes
| Clube            | De        | A         |
| ---------------- | --------- | --------- |
| Oufimochka Oufa  | 2006-2007 | 2012-2013 |
| Omichka Omsk     | 2013-2014 | 2014-2015 |
| Dinamo Krasnodar | 2015-2016 | …         |